# Ana Ambrazienė
Ana Ambrazienė, född 14 april 1955 i Tarkonys i Litauen (dåvarande Litauiska SSR), död 12 februari 2025 i Vilnius, var en litauisk friidrottare som tävlade i häcklöpning för Sovjetunionen under sin aktiva karriär.
Ambrazienė främsta merit är att hon blev silvermedaljör vid VM 1983 i Helsingfors på 400 meter häck. Hon blev bara slagen av landsmaninnan Jekaterina Fesenko-Grun. Samma år slog Ambrazienė även Karin Roßley världsrekord på distansen. Ett rekord som stod sig ett år tills landsmaninnan Margarita Chromova-Ponomarjova slog hennes rekord.
Hon var även i final vid VM 1987 i Rom men slutade då på en sjätte plats.

## Personliga rekord
- 400 meter häck - 54,02